# Вудсток (Онтарио)
Вудсток (енгл. Woodstock) је град у Канади у покрајини Онтарио. Према резултатима пописа 2011. у граду је живело 37.754 становника.

## Становништво
Према резултатима пописа становништва из 2011. у граду је живело 37.754 становника, што је за 5,4% више у односу на попис из 2006. када је регистровано 35.822 житеља.
| 2006.  | 2011.  | 2016.  |
| ------ | ------ | ------ |
| 35.822 | 37.754 | 40.902 |